# Смоленьска, Анна

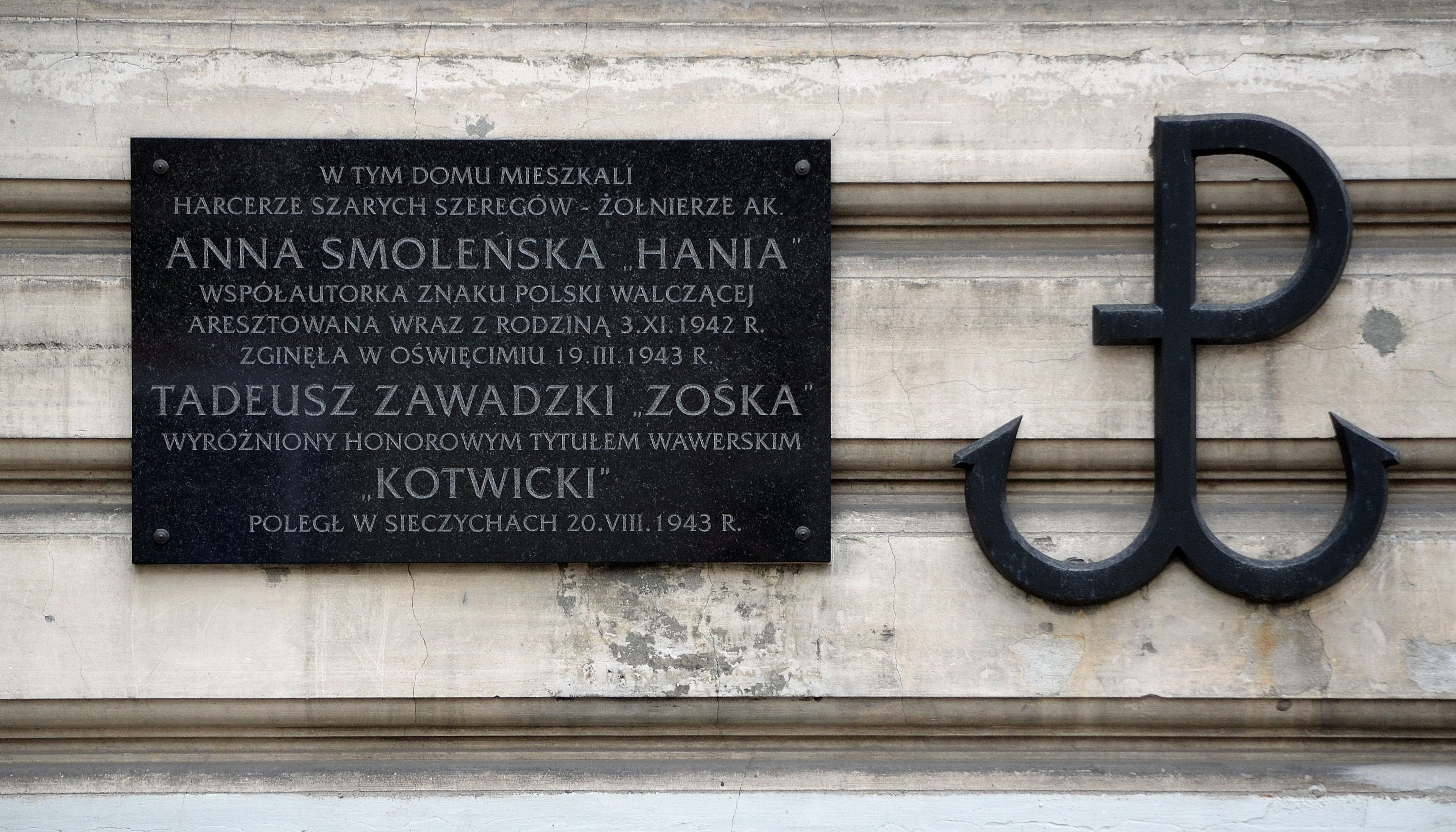
Мемориальная доска у Дома профессоров Варшавского политехнического университета на улице Кошиковой, 75, где Анна Смоленская жила вместе со своей семьей.

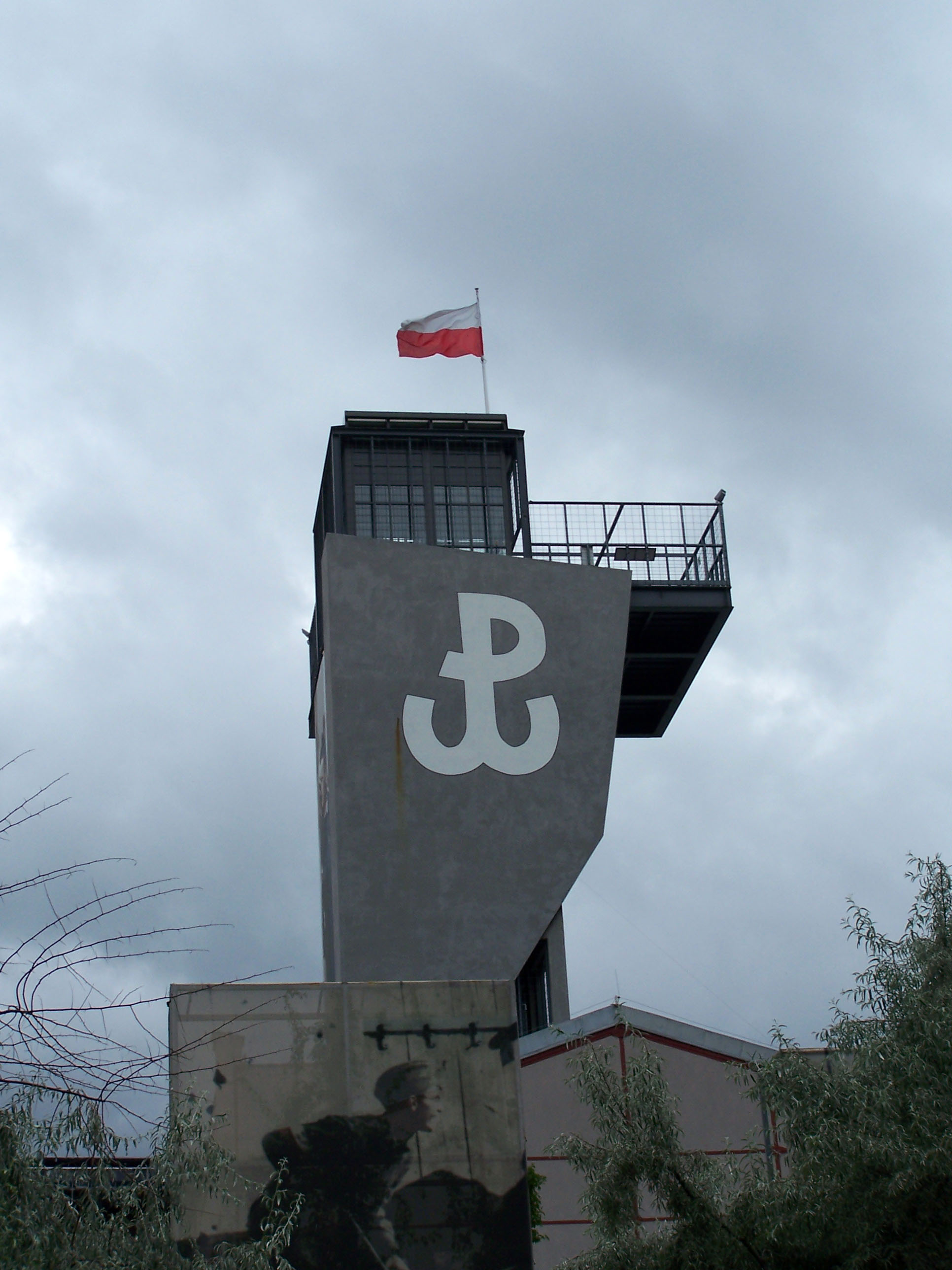
Символ сражающейся Польши во время Второй мировой войны на музее Варшавского восстания.

Анна Смоленская (Смоленьска, псевдоним «Ханя», польское произношение: [anna smɔlɛɲska], 28 февраля 1920, Варшава — 19 марта 1943 Освенцим-Биркенау), польская студентка истории искусств Варшавского университета, автор Котви́цы — символа Сражающейся Польши во время Второй мировой войны. Харцерка Серых шеренг.

## Биография
Родилась в семье Казимежа Смоленьского, профессора химии Варшавского технологического университета. Семья Смоленских проживала в так называемом Доме профессоров, который входит в комплекс зданий Технологического университета на улице Кошиковой, 75.
В 1938 году окончила среднюю школу имени Юлиуша Словацкого в Варшаве. Она начала изучать историю искусств на факультете гуманитарных наук Варшавского университета. Во время немецкой оккупации она училась в Муниципальной садоводческой и сельскохозяйственной школе на улице Опачевской в Варшаве, где велось тайное обучение на польском языке. Прошла курс по конспирологической коммуникации и была участницей группы мелкого саботажа «Вавер». Она заботилась о семьях арестованных и передавала им секретные послания из нацистской тюрьмы Павяк. Была членом «Харцерской Кузницы».
В 1942 году работала связной в отделе пропаганды Бюро информации и пропаганды («БИП») Генерального штаба Союза вооруженной борьбы — Армии Крайовой («ZWZ-AK»). В 1942 году выиграла конкурс Бюро информации и пропаганды на знак Польского подпольного государства — ведущего проекта — символ Сражающейся Польши.

## Арест
Она была связной Марии Страшевской, секретаря редакции «Информационного бюллетеня» (пол. «Biuletyn Informacyjny») Немцы пытались арестовать главного редактора «Информационного бюллетеня» Александра Каминьского и секретаря редакции Марию Страшевскую, но безуспешно. Однако 3 ноября 1942 года. гестапо арестовало Анну Смоленскую, её родителей, сестру и брата с женой.

## Гибель в Освенциме
Во время заключения в Павяке она никого не выдала, несмотря на тяжелые допросы. Позже Смоленскую 26 ноября 1942 года перевезли из Павяка в концлагерь Освенцим, где ей присвоили лагерный № 26008 Умерла от тифа,. трое членов её семьи также погибли в Освенциме. Её отец после допростов с пытками был расстрелян гестапо на развалинах гетто 7 мая 1943 года.

## Память
В 1998 году была открыта памятная доска, посвященная разведчикам Анне Смоленской и Тадеушу Завадскому . Мемориальная доска установлена на боковой стене «Дома профессоров» Варшавского политехнического университета на улице Кошиковой, 75 в Варшаве.